# Partecipanti al Giro del Veneto 2023
Elenco dei partecipanti al Giro del Veneto 2023.
Il Giro del Veneto 2023 è stato la ottantaseiesima edizione della corsa. Alla competizione presero parte 20 squadre: 7 con licenza UCI World Tour 2023, 7 UCI ProTeam e 6 UCI Continental Team.
Partenza con 131 ciclisti accreditati.

## Corridori per squadra
Nota: R ritirato, NP non partito, FT fuori tempo, SQ squalificato
| UAE Team Emirates         | UAE Team Emirates         | UAE Team Emirates         | AG2R Citroën Team              | AG2R Citroën Team              | AG2R Citroën Team              | Alpecin-Deceuninck                 | Alpecin-Deceuninck                 | Alpecin-Deceuninck                 |
| ------------------------- | ------------------------- | ------------------------- | ------------------------------ | ------------------------------ | ------------------------------ | ---------------------------------- | ---------------------------------- | ---------------------------------- |
| N°                        | Ciclista                  | Clas.                     | N°                             | Ciclista                       | Clas.                          | N°                                 | Ciclista                           | Clas.                              |
| 1                         | Matteo Trentin            | 47°                       | 11                             | Benoît Cosnefroy               | 32°                            | 21                                 | Nicola Conci                       | 39°                                |
| 4                         | Davide Formolo            | R                         | 12                             | Dorian Godon                   | 1°                             | 22                                 | Axel Laurance                      | R                                  |
| 5                         | Marc Hirschi              | 5°                        | 13                             | Stan Dewulf                    | 45°                            | 23                                 | Jimmy Janssens                     | R                                  |
| 6                         | Rafał Majka               | 65°                       | 14                             | Valentin Retailleau            | 70°                            | 24                                 | Alex Bogna                         | R                                  |
| 7                         | Diego Ulissi              | 38°                       | 15                             | Franck Bonnamour               | 37°                            | 25                                 | Kristian Sbaragli                  | 15°                                |
|                           |                           |                           | 16                             | Andrea Vendrame                | 13°                            | 26                                 | Jason Osborne                      | R                                  |
| 17                        | Jordan Labrosse           | 69°                       | 27                             | Stefano Oldani                 | 56°                            |                                    |                                    |                                    |
| Astana Qazaqstan Team     | Astana Qazaqstan Team     | Astana Qazaqstan Team     | Lidl-Trek                      | Lidl-Trek                      | Lidl-Trek                      | Team Arkéa-Samsic                  | Team Arkéa-Samsic                  | Team Arkéa-Samsic                  |
| N°                        | Ciclista                  | Clas.                     | N°                             | Ciclista                       | Clas.                          | N°                                 | Ciclista                           | Clas.                              |
| 31                        | Simone Velasco            | 31°                       | 41                             | Nils Aebersold                 | R                              | 51                                 | Luca Mozzato                       | 6°                                 |
| 32                        | Leonardo Basso            | R                         | 42                             | A. Gebreigzabhier              | 30°                            | 52                                 | Jenthe Biermans                    | R                                  |
| 33                        | Samuele Battistella       | 7°                        | 43                             | Jacopo Mosca                   | 18°                            | 53                                 | Anthony Delaplace                  | 29°                                |
| 34                        | Manuele Boaro             | R                         | 44                             | Martin Pedersen                | R                              | 54                                 | Hugo Hofstetter                    | 11°                                |
| 35                        | Gianmarco Garofoli        | R                         | 45                             | Natnael Tesfatsion             | 12°                            | 55                                 | Simon Guglielmi                    | R                                  |
| 36                        | Harold Martín López       | 23°                       | 46                             | Tim Torn Teutenberg            | R                              | 56                                 | Matis Louvel                       | 8°                                 |
| 37                        | Christian Scaroni         | R                         |                                |                                |                                | 57                                 | Kévin Vauquelin                    | 22°                                |
| Team Jayco AlUla          | Team Jayco AlUla          | Team Jayco AlUla          | Eolo-Kometa Cycling Team       | Eolo-Kometa Cycling Team       | Eolo-Kometa Cycling Team       | Green Project-BardianiCSF-Faizanè  | Green Project-BardianiCSF-Faizanè  | Green Project-BardianiCSF-Faizanè  |
| N°                        | Ciclista                  | Clas.                     | N°                             | Ciclista                       | Clas.                          | N°                                 | Ciclista                           | Clas.                              |
| 61                        | Welay Berhe               | 46°                       | 71                             | Mattia Bais                    | R                              | 81                                 | Filippo Fiorelli                   | 53°                                |
| 63                        | Alessandro De Marchi      | 59°                       | 72                             | Erik Fetter                    | 63°                            | 82                                 | Davide Gabburo                     | 73°                                |
| 64                        | Tsgabu Grmay              | 60°                       | 73                             | Andrea Garosio                 | 40°                            | 83                                 | Filippo Magli                      | 16°                                |
| 65                        | Michael Matthews          | R                         | 74                             | Francesco Gavazzi              | R                              | 84                                 | Henok Mulubrhan                    | 54°                                |
| 67                        | Filippo Zana              | 17°                       | 75                             | Davide Piganzoli               | 21°                            | 85                                 | Martin Marcellusi                  | 42°                                |
|                           |                           |                           | 76                             | Davide De Cassan               | R                              | 86                                 | Alex Tolio                         | 28°                                |
| 77                        | Diego Sevilla             | 20°                       | 87                             | Enrico Zanoncello              | R                              |                                    |                                    |                                    |
| Lotto Dstny               | Lotto Dstny               | Lotto Dstny               | Israel-Premier Tech            | Israel-Premier Tech            | Israel-Premier Tech            | Q36.5 Pro Cycling Team             | Q36.5 Pro Cycling Team             | Q36.5 Pro Cycling Team             |
| N°                        | Ciclista                  | Clas.                     | N°                             | Ciclista                       | Clas.                          | N°                                 | Ciclista                           | Clas.                              |
| 91                        | Frederik Frison           | R                         | 101                            | Marco Frigo                    | 68°                            | 111                                | Gianluca Brambilla                 | 10°                                |
| 92                        | Andreas Kron              | 9°                        | 102                            | Jakob Fuglsang                 | 52°                            | 112                                | Walter Calzoni                     | 41°                                |
| 93                        | Arjen Livyns              | R                         | 103                            | Reto Hollenstein               | 67°                            | 113                                | Marcel Camprubi                    | 55°                                |
| 94                        | Milan Menten              | 14°                       | 105                            | Domenico Pozzovivo             | 19°                            | 114                                | Corey Davis                        | R                                  |
| 96                        | Brent Van Moer            | 44°                       | 106                            | Nick Schultz                   | 66°                            | 115                                | Tom Devriendt                      | 62°                                |
| 97                        | Florian Vermeersch        | 3°                        | 107                            | Corbin Strong                  | 4°                             | 116                                | Mark Donovan                       | 51°                                |
|                           |                           |                           |                                |                                |                                | 117                                | Joey Rosskopf                      | 33°                                |
| Tudor Pro Cycling Team    | Tudor Pro Cycling Team    | Tudor Pro Cycling Team    | Uno-X Pro Cycling Team         | Uno-X Pro Cycling Team         | Uno-X Pro Cycling Team         | GW Shimano-Sidermec                | GW Shimano-Sidermec                | GW Shimano-Sidermec                |
| N°                        | Ciclista                  | Clas.                     | N°                             | Ciclista                       | Clas.                          | N°                                 | Ciclista                           | Clas.                              |
| 121                       | Nils Brun                 | 27°                       | 131                            | Jonas Abrahamsen               | 50°                            | 141                                | Alessandro Bisolti                 | R                                  |
| 122                       | Aloïs Charrin             | R                         | 132                            | Martin Urianstad               | 64°                            | 142                                | Jonathan Guatibonza                | R                                  |
| 123                       | Jacob Eriksson            | 71°                       | 133                            | Fredrik Dversnes               | 43°                            | 143                                | Andrés Mancipe                     | 58°                                |
| 124                       | Mathys Rondel             | 72°                       | 134                            | Ådne Holter                    | R                              | 144                                | Alejandro Osorio                   | 36°                                |
| 125                       | Miká Heming               | R                         | 135                            | Tobias Johannessen             | 2°                             | 145                                | Jeferson Ruiz                      | R                                  |
| 126                       | Alexander Kamp            | R                         | 136                            | Anthon Charmig                 | 34°                            | 146                                | Filippo Tagliani                   | R                                  |
| 127                       | Arthur Kluckers           | R                         | 137                            | Torstein Træen                 | 49°                            | 147                                | Santiago Umba                      | 61°                                |
| Maloja Pushbikers         | Maloja Pushbikers         | Maloja Pushbikers         | Biesse-Carrera                 | Biesse-Carrera                 | Biesse-Carrera                 | General Store-Essegibi-F.lli Curia | General Store-Essegibi-F.lli Curia | General Store-Essegibi-F.lli Curia |
| N°                        | Ciclista                  | Clas.                     | N°                             | Ciclista                       | Clas.                          | N°                                 | Ciclista                           | Clas.                              |
| 151                       | Paul Rudys                | R                         | 161                            | Nicolò Arrighetti              | 26°                            | 171                                | Omar Dal Cappello                  | R                                  |
| 152                       | Liam Bertazzo             | R                         | 162                            | Michael Belleri                | R                              | 172                                | Tommaso Bergagna                   | R                                  |
| 153                       | Filippo Fortin            | R                         | 163                            | Riccardo Ciuccarelli           | 48°                            | 173                                | Lorenzo Peschi                     | R                                  |
| 154                       | Felix Meo                 | R                         | 164                            | Andrea D'Amato                 | R                              | 174                                | Filippo D'Aiuto                    | R                                  |
| 156                       | Moritz Malcharek          | R                         | 165                            | Anders Foldager                | R                              | 175                                | Carlo Favretto                     | R                                  |
|                           |                           |                           | 166                            | Francesco Galimberti           | 25°                            | 176                                | Stefano Leali                      | R                                  |
| 167                       | Pier Elis Belletta        | 35°                       | 177                            | Kevin Pezzo Rosola             | R                              |                                    |                                    |                                    |
| MG.K Vis Colors for Peace | MG.K Vis Colors for Peace | MG.K Vis Colors for Peace | Work Service-Vitalcare-Dynatek | Work Service-Vitalcare-Dynatek | Work Service-Vitalcare-Dynatek |                                    |                                    |                                    |
| N°                        | Ciclista                  | Clas.                     | N°                             | Ciclista                       | Clas.                          |                                    |                                    |                                    |
| 181                       | Davide Bauce              | 74°                       | 191                            | Kevin Bonaldo                  | R                              |                                    |                                    |                                    |
| 182                       | Francesco Carollo         | 75°                       | 192                            | Manuel Capra                   | R                              |                                    |                                    |                                    |
| 183                       | Lapo Gavilli              | R                         | 193                            | Giacomo Garavaglia             | 24°                            |                                    |                                    |                                    |
| 184                       | Ben Granger               | 57°                       | 194                            | Samuele Mion                   | R                              |                                    |                                    |                                    |
| 185                       | Matthew Kingston          | R                         | 195                            | Christian Danilo Pase          | R                              |                                    |                                    |                                    |
| 186                       | Edoardo Martinelli        | R                         | 196                            | Nicola Venchiarutti            | R                              |                                    |                                    |                                    |
| 187                       | Anthoni Silenzi           | R                         | 197                            | Daniel Zanta                   | R                              |                                    |                                    |                                    |